# Holley (Oregon)
Holley – jednostka osadnicza w Stanach Zjednoczonych, w stanie Oregon, w hrabstwie Linn.